# Біллабонг

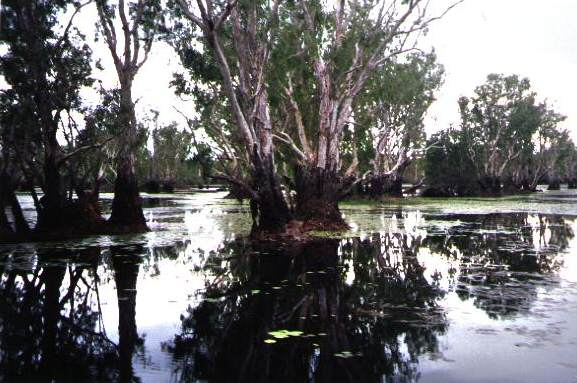
біллабонги Йеллоу-Вотер, Національний парк Какаду

Біллабонг — слово з австралійської англійської для позначення невеликої стоячої водойми, особливо стариці, сполученої з проточною водоймою. Біллабонг зазвичай утворюється, коли змінюється русло річки.
Назва, ймовірно, походить від слова bilabaŋ з мови віратюрі, хоча деякі вважають, що дане слово походить з гельської.
Біллабонги досить часто згадуються в творах австралійської літератури, наприклад, у вірші «Waltzing Matilda» австралійського поета Банджо Патерсона, що став неофіційним гімном Австралії.